# Isla Villano
Isla Villano (también denominada Isla del Fraile), (en euskera Billano uhartea y también conocido como Billao, Islote Villano y Billano Irla) es el nombre que recibe una pequeña isla española situada cerca del cabo Villano, municipio de Górliz, provincia de Vizcaya.

## Geografía
Es una isla inhóspita y de tan sólo 1'8 hectáreas. Es muy conocida por su característica forma de dragón recostado. Su única vegetación es una tenue capa herbácea. En la zona del faro de cabo Villano se puede visitar un antiguo destacamento de artillería de costa que aún conserva uno de sus cañones y una serie de galerías subterráneas (que comunican las baterías con la dirección de tiro) situada en la ladera del acantilado a la altura de la linterna del faro.
Villano es además un excelente lugar para practicar el submarinismo, en su cara Este encalló una embarcación que transportaba balastro, cuyos restos están esparcidos por el lecho marino. La isla emerge de un fondo de unos 20 m.